# Зімбру (Галац)
Зімбру (рум. Zimbru) — село у повіті Галац в Румунії. Входить до складу комуни Белебенешть.
Село розташоване на відстані 222 км на північний схід від Бухареста, 73 км на північ від Галаца, 123 км на південь від Ясс.

## Населення
За даними перепису населення 2002 року у селі проживали 57 осіб, усі — румуни. Усі жителі села рідною мовою назвали румунську.